# Alan Paterson
Alan Paterson   (Glasgow, 11 de juny de 1928 - Canadà, 8 de maig de 1999) és un atleta escocès, especialista en el salt d'alçada, que va competir durant les dècades de 1940 i 1950.
El 1948 va prendre part en els Jocs Olímpics d'Estiu de Londres, on fou setè en la prova del salt d'alçada del programa d'atletisme. Quatre anys més tard, als Jocs de Hèlsinki, fou vint-i-quatrè en la classificació final de la mateixa prova.
En el seu palmarès destaca una medalla de plata en la prova del salt d'alçada al Campionat d'Europa d'atletisme de 1946 d'Oslo, rere Anton Bolinder, i una d'or al de 1950. El 1950 guanyà la medalla de plata als Jocs de l'Imperi Britànic que es van disputar a Auckland, en finalitzar segon rere John Winter. Durant la seva carrera esportiva guanyà tres campionats britànics de l'AAA (1946, 1949 i 1950) i el 1947 aconseguí el rècord britànic amb un millor salt de 2,02 metres.
El 1951 emigrà al Canadà i després dels Jocs de 1952 es va retirar de la pràctica esportiva.

## Millors marques
- Salt d'alçada. 2,02 metres(1947)[6]